# شون فرنسيس
شون فرنسيس (بالإنجليزية: Sean Francis)‏ (1 أغسطس 1972 ببرمنغهام في المملكة المتحدة - ) هو لاعب كرة قدم إنجليزي في مركز الهجوم. لعب مع برمنغهام سيتي ونادي شامروك روفرز ونادي نورثامبتون تاون وكوبه رامبلرز ‏ ولونغفورد تاون ‏ وKildare County F.C. ‏ ونادي ووستر سيتي ونادي تلفورد يونايتد ودوري أيرلندا الحادي عشر ‏.

## وصلات خارجية
- شون فرنسيس على موقع قاعدة بيانات كرة القدم.إي يو (الإنجليزية)